# Wang (żona Wang Manga)
Wang (chiń. 王皇后; zm. 21) – znana jako cesarzowa Xiaomu (孝睦皇后). Pierwsza żona cesarza Chin Wang Manga i matka cesarzowej Wang.

## Życiorys
Przyszła cesarzowa Wang urodziła się jako córka Wang Xiana, markiza Yichun, który był wnukiem pierwszego ministra Wang Xina. Wyszła za mąż za Wang Manga w wieku 15 lat i od początku wspierała go w dążeniach do zdobycia większej władzy i znaczenia. Urodziła swojemu mężowi pięcioro dzieci – synów: Wang Yu, Wang Huo, Wang An i Wang Lin oraz córkę Wang, która została żoną cesarza Pinga i po objęciu władzy przez ojca otrzymała tytuł Huanghuang.
Wang Mang był znany ze swojego bogactwa i na dworze uważano go za niezwykle przywiązanego do żony męża – podobno nie utrzymywał nawet dla pozorów konkubin, będąc jej oddanym. Wiadomo jednak, że miał dzieci ze służącymi swojej córki, cesarzowej Wang.
W krótkim czasie Wang straciła dwóch synów, którzy zginęli na rozkaz ojca – Wang Huo został zmuszony do popełnienia samobójstwa w 5 p.n.e. po zabiciu służącego, a Wang Yu został zmuszony do popełnienia samobójstwa w 3 roku po upadku spisku wujów cesarza Pinga i wzmocnieniu władzy regenta. Mimo tych tragedii, Wang pozostała oddaną żoną opłakując synów w ciszy jednego z należących do niej domów na prowincji.
W 9 roku po tym jak Wang Mang zagarnął tron i ogłosił założenie nowej dynastii Zhou, jego żona została cesarzową. Z ich dwóch pozostałych przy życiu synów – młodszy Wang Lin miał okazać się godnym zostania następcą tronu, podczas gdy Wang An otrzymał tytuł pana Xinjia.
Cesarzowa Wang zmarła w 21 roku po trwającym dwanaście lat życiu u boku męża. Po jej śmierci jej synom nie dane było dożyć następnego roku – Wang Lin popełnił samobójstwo rzucając się na miecz po odkryciu spisku dążącego do obalenia cesarza (który wiedział o jego romansie z damą dworu jego siostry), a Wang An zmarł z powodów naturalnych. Mąż Wang i jej jedyna córka zmarli w 23 roku po upadku dynastii Zhen w wyniku rebelii.